# Rhynchocypris percnurus
Rhynchocypris percnurus o barb d'aiguamoll és una espècie de peix cipriniforme de la família dels ciprínids.

## Morfologia
- Els mascles poden assolir 18,5 cm de longitud total i 100 g de pes.[2][3]

## Alimentació
Menja cucs, crustacis i insectes i llurs larves.

## Hàbitat
És un peix d'aigua dolça i de clima temperat (15 °C-23 °C).

## Distribució geogràfica
Es troba a Alemanya, Polònia, rius àrtics russos i la conca del riu Amur.